# Massacre de Daoxian
Le massacre de Daoxian, ou massacre du comté de Dao, s'est déroulé dans le Xian de Dao dans la province du Hunan en Chine, du 13 août au 17 octobre 1967, pendant la révolution culturelle. Cet épisode de violence et d'assassinat a fait 4 519 morts.
Le massacre a fait des victimes dans le Xian de Dao mais également dans d'autres régions limitrophes de la province du Hunan. Un total de 9 093 personnes ont été massacrées (7 696) ou forcées à se suicider (1 397) au cours de cet épisode de la révolution culturelle,. 2 146 personnes supplémentaires ont été blessées et handicapées de façon permanente,.
Pendant la période « Boluan Fanzheng », l'incident a été considéré comme une "erreur" par le Parti communiste et les victimes ont été réhabilitées,.

## Contexte
En 1966, Mao Zedong décide de lancer la révolution culturelle afin de consolider son pouvoir en s'appuyant sur la jeunesse du pays. Le dirigeant souhaite purger le Parti communiste chinois (PCC) de ses éléments « révisionnistes » et limiter les pouvoirs de la bureaucratie. Les « gardes rouges », groupes de jeunes Chinois inspirés par les principes du Petit Livre rouge, deviennent le bras actif de cette révolution culturelle. Ils remettent en cause toute hiérarchie, notamment la hiérarchie du PCC alors en poste.
La faction conservatrice des gardes rouge avait notamment pour objectif  l'élimination des cinq catégories noires : propriétaires fonciers, paysans riches, contre-révolutionnaires, mauvais éléments et droitiers.

## Historique
Lors de cet épisode du massacre de Daoxian, le Xian de Dao n'avait pas encore mis en place son propre comité révolutionnaire pour évincer les contre-révolutionnaires. Ainsi, les officiers de l’armée locale étaient les administrateurs du principal groupe du comté chargé de mettre en œuvre la révolution.
Lors de deux réunions tenues dans le Xian de Dao les 5 et 11 août, Liu Shibing, commissaire politique du quartier général de la milice, a évoqué une rumeur de complot : les troupes nationalistes de Tchang Kaï-chek allaient attaquer la Chine continentale et les ennemis de la révolution culturelle, en particulier les Cinq Catégories noires, organisaient une rébellion. Il était prévu de tuer les membres du parti communiste et les dirigeants des paysans pauvres et de niveau moyen inférieur de la région. En réaction à cette rumeur, Liu Shibing et ses partisans décident  d'une attaque préventive immédiate contre les ennemis de classe, sans toutefois mentionner le terme « tuer ».
Selon Song Yongyi, les cadres politiques du Xian ont inventé une menace imminente pour justifier le massacre, mais ont également chargé leurs subordonnés d'exécuter les assassinats.
Ainsi pendant l'été 1967, deux organisations rivales s'opposent l' Alliance révolutionnaire et l' Alliance rouge. Le premier groupe est principalement composé d'étudiants rebelles, le second est composé essentiellement de militants pauvres et de paysans moyens dirigés par des fonctionnaires locaux du Parti communiste chinois appuyés par les membres de la milice. Le 8 août, l' Alliance révolutionnaire, l'organisation rebelle qui domine le centre-ville, prend d'assaut le quartier général de la milice du Xian, confisque toutes les armes et contraint son rival, l' Alliance rouge, à se retirer dans la campagne. Le 13 août, une lutte armée sanglante a eu lieu dans le centre-ville, qui s'est terminée par la défaite de l' Alliance rouge .
Le massacre a fait des victimes dans le Xian de Dao mais également dans d'autres régions limitrophes de la province du Hunan. Un total de 9 093 personnes ont été massacrées ou forcées à se suicider au cours de cet épisode de la révolution culturelle. Ce nombre élevé de victimes peut être classé en fonction de leur statut de classe: 3 576 personnes appartenant aux catégories dites des cinq catégories noires; 4 057 membres de la famille ou enfants des cinq catégories noires; 1 049 paysans pauvres et de la classe moyenne inférieure, mais présentant un certain degré de problèmes historiques (ils étaient généralement traités comme des ennemis de demi-classe), tandis que les 411 personnes restantes avaient d'autres statuts de classe tels que des étudiants et des artisans